# 3294 Carlvesely
3294 Carlvesely è un asteroide della fascia principale. Scoperto nel 1960, presenta un'orbita caratterizzata da un semiasse maggiore pari a 2,6978137 UA e da un'eccentricità di 0,0678236, inclinata di 6,96660° rispetto all'eclittica.